# 東北イン
東北イン（とうほくイン）は、かつてパンパシフィックインターナショナルが宮城県大崎市で運営していたビジネスホテルである。

## 概要
石巻市に本社を置くNOMCO&CO.（旧北日本海事）の関連会社パンパシフィックインターナショナルが不動産を所有し、2007年に東横インが借り上げて運営する形で『東横イン 古川駅新幹線口』として開業した。
2011年3月11日に発生した東日本大震災の影響で被災。その前後に自社運営を望んでいたパンパシフィックインターナショナルの社長が逝去したため、2012年12月1日より同社運営による『ビジネスホテル東北イン 古川駅前』として再開業した。
東横インは通常、オーナーが用意したホテル建物を長期借り上げで営業し、賃料を支払うビジネスモデルのため、開業10年以内でのチェーン脱退は異例であった。外観内装は東横イン仕様のままであり、看板の表記も「4&5 東横イン toyoko-inn-.com」→「東北イン tohoku-inn.com」と僅かに差し替えたのみであった。
2021年4月6日、アパグループ株式会社がパンパシフィックインターナショナルの株式を買収したと発表。『東北イン』としては約8年強の歴史に幕を下ろし、ロビーや看板などの改装を経て、同年4月20日より『アパホテル〈宮城古川駅前〉』としてリブランドオープン。屋上看板や客室ベッド等一部の設備がアパホテル仕様に改められた一方、建物外観、客室内装、無料朝食（全室無料から数量限定に変更）等殆どは東横イン時代のものを引き継いで営業を再開した。その後2025年2月26日より、アパホテル直営からティーケーピーによるフランチャイズに移管されている。